# D (EP)
D ist die sechste EP der südkoreanischen Boyband Big Bang und erschien am 1. Juni 2015.

## Rezension
Die EP erhielt positive Bewertungen von Fans und Kritikern. In weniger als zwei Monaten erreichten die Musik-Videos über 60 Millionen Aufrufe auf YouTube.

## Titelliste
Die EP enthält folgende Musikstücke.
| Nr.          | Titel            | Text                   | Musik                     | Länge |
| ------------ | ---------------- | ---------------------- | ------------------------- | ----- |
| 1.           | "IF YOU"         | G-Dragon               | P.K, DEE. P               | 4:24  |
| 2.           | "맨정신 "Sober"" | Teddy, G-Dragon, T.O.P | Teddy, G-Dragon, Choice37 | 3:58  |
| Gesamtlänge: | Gesamtlänge:     | Gesamtlänge:           | Gesamtlänge:              | 8:22  |

| Nr.          | Titel                            | Text                               | Musik                              | Länge |
| ------------ | -------------------------------- | ---------------------------------- | ---------------------------------- | ----- |
| 1.           | "Bang Bang Bang"                 | Teddy, G-Dragon, T.O.P             | Teddy, Taeyang                     | 3:40  |
| 2.           | "We Like 2 Party"                | Teddy, Kush, Seo Won Jin, G-Dragon | Teddy, Taeyang                     | 3:16  |
| 3.           | "Loser"                          | Teddy, T.O.P, G-Dragon             | Teddy, Taeyang                     | 3:39  |
| 4.           | "Bae Bae"                        | G-Dragon, Teddy, T.O.P             | Teddy, G-Dragon, T.O.P             | 2:49  |
| 5.           | "Bang Bang Bang" (Instrumental)  |                                    | Teddy, Taeyang                     | 3:40  |
| 6.           | "We Like 2 Party" (Instrumental) |                                    | Teddy, Kush, Seo Won Jin, G-Dragon | 3:16  |
| Gesamtlänge: | Gesamtlänge:                     | Gesamtlänge:                       | Gesamtlänge:                       | 20:38 |

## Charts
| Charts (2015)                       | Höchst- position |
| ----------------------------------- | ---------------- |
| Südkorea (Gaon Weekly Albums Chart) | 2                |
| Taiwan Albums (G-Music)             | 6                |

## Verkäufe
| Land     | Verkäufe  |
| -------- | --------- |
| Südkorea | - 102.493 |
| China    | - 855.187 |

## Veröffentlichung
| Region   | Date          | Format              | Label                      |
| -------- | ------------- | ------------------- | -------------------------- |
| Südkorea | 1. Juni 2015  | CD, Stream, Digital | YG Entertainment, KT Music |
| Weltweit | 1. Juni 2015  | CD, Stream, Digital | YG Entertainment, KT Music |
| Japan    | 17. Juni 2015 | CD, Stream, Digital | YG Entertainment, YGEX     |